# Tetranychus eharai
Tetranychus eharai är en spindeldjursart som beskrevs av Tuttle, Baker och Abbatiello 1976. Tetranychus eharai ingår i släktet Tetranychus och familjen Tetranychidae. Inga underarter finns listade i Catalogue of Life.